# Phytodietus bicolor
Phytodietus bicolor là một loài tò vò trong họ Ichneumonidae.